# Апостольский экзархат России
Апостольский экзархат России (лат. Exarchatus Apostolicus Russiae) — экзархат Российской католической церкви византийского обряда. Апостольский экзархат России объединяет католиков византийского обряда, проживающих на территории всей России. В настоящее время ординарием российских католиков византийского обряда является латинский епископ Иосиф Верт, не имеющий, однако, прямого отношения к апостольскому экзархату России или структуре РКЦВО.

## История
Экзархат был образован на Первом соборе русских католиков, созванном митрополитом Андреем Шептицким 28-31 мая 1917 года. На Соборе были приняты конституционные положения правового и канонического статуса, определены направления церковно-государственных отношений, богослужебно-литургическая сторона и дисциплина таинств, сохранение чистоты обряда от латинизации, разработаны нормы поведения клира; всё это отразилось в соответствующих постановлениях. Временное правительство России признало решения Собора. Римский папа Бенедикт XV подтвердил правомочность действий Андрея Шептицкого 24 февраля 1921. Назначение поставленного экзархом апостольского экзархата протопресвитера Леонида Фёдорова, наделённого епископской властью с подчинением ему всех епархии в пределах Государства Российского за исключением епархий Малой и Белой Руси в их этнографических границах, было утверждено Римским папой Бенедиктом XV 1 марта 1921. Экзархат состоял из нескольких общин византийского обряда. Секретарем Экзархата состоял священник Диодор Колпинский. В марте 1923 года Леонид Фёдоров поручил управлять экзархатом священникам Алексею Зерчанинову и Епифанию Акулову.
После смерти Леонида Фёдорова его преемником с 9 октября 1939 года стал архимандрит ордена студитов Украинской грекокатолической церкви экзарх Климентий Шептицкий.
Согласно решению Первого Собора экзархов УГКЦ для территории СССР от 18-19 сентября 1940 года во Львове Апостольский экзрхат России был переименован в «Экзархат России и Сибири», из него были выделены Экзархаты:
1. Экзархат, территориально охватывающий Волынь, Подляшье, Полесье и Холмщину во главе с епископом Николаем Чарнецким;
2. Экзархат Белоруссии — с отцом Антоном Неманцовичем;
3. Экзархат Украины с Иосифом Слипым.

Территориальное размежевание экзархатов было установлено с учётом этнографических, географических и исторических причин.
Кардинал Эжен Тиссеран письмом от 22 декабря 1941 года уведомил митрополита Андрея Шептицкого, что папа Пий XII утвердил наименованных экзархов, где в частности, в пункте № 3:

«Святейший Отец именует наидостойнейшего о(тца) Климентия Шептицкого, игумена студитов, апостольским экзархом (апостольским администратором) верных восточного обряда великой России и Сибири, покуда Святой Престол не решит иначе».

Виктор Новиков, получив назначение на должность вице-экзарха и направленный в СССР в марте 1940 года с группой подпольного духовенства, после собора во Львове 1942 года, разделившего территорию России на Экзархат европейской части России и Экзархат Сибири, был назначен возглавить последний.
В 1959 году митрополит Иосиф (Слипый) разделил Экзархат Сибири на пять новых экзархатов, однако не известно об утверждении этого решения Святым Престолом:
1. Экзархат Западной Сибири с кафедральным центром в Новосибирске
2. Экзархат Центральной Сибири — Красноярск
3. Экзархат Восточной Сибири — Иркутск
4. Экзархат Казахстана — Караганда
5. Экзархат Средней Азии — Фрунзе (Бишкек)[3]

Во время советской власти деятельность Апостольского экзархата России была практически прекращена. За границей деятельность российских византийских католиков осуществлялась в так называемом Русском апостолате.
27 июня 2001 года Римский папа Иоанн Павел II издал бреве «Sicut abundant», которым причислил Леонида Фёдорова и Климентия Шептицкого к лику блаженных.
В 2004 году несколькими священниками византийского обряда была предпринята попытка возродить деятельность Апостольского экзархата. 20 декабря 2004 года Конгрегация по делам восточных церквей назначила латинского епископа Иосифа Верта ординарием для католиков византийского обряда на территории России. На верующих других восточных обрядов, в частности, армянского обряда в России распространяется юрисдикция архиепископа Ординариата Восточной Европы Рафаэля Минасяна.
В настоящее время в России действует около 30 общин католиков восточного обряда.

## Ординарии экзархата
- протопресвитер Леонид Фёдоров M.S.U.[4] (28.05.1917 — 7.03.1935);
  - Sede vacante (1935—1939); вице-экзарх священник Сергей Михайлович Соловьев (13.10.1885 — 2.03.1942)
- архимандрит Климентий Шептицкий M.S.U. (17.09.1939 — 1.05.1951);
  - Sede vacante (1951—2004); вице-экзарх и экзарх Сибири Виктор Новиков S.J.

## Источник
- Annuario Pontificio, Libreria Editrice Vaticana, Città del Vaticano, 2003, стр. 959, ISBN 88-209-7422-3
- Бреве Sicut abundant (лат.)
- Колупаев В. Русская католическая церковь византийского обряда (РКЦВО) // Католическая энциклопедия. Т. 4. М: Издательство францисканцев, 2011. с. 426—427. ISBN 978-5-89208-096-5